# Esther Forbes
Esther Louise Forbes (Westborough, 28 giugno 1891 – Worcester, 12 agosto 1967) è stata una storica e scrittrice statunitense.

## Biografia
Nata a Westborough, nello Stato statunitense del Massachusetts, era la quinta di sei figli, i suoi genitori erano Harriette Merrifield e William Trowbridge Forbes. Studiò alla Bradford academy e all'University of Wisconsin.
Dopo aver terminato il percorso scolastico fu un membro dell'editoriale di Houghton Mifflin Company a Boston. Sposò Albert Hoskins (1926-1933). Fu uno dei membri dell'American Academy of Arts and Sciences.
Nel 1943 venne premiata con il premio Pulitzer per la storia

## Opere
- Oh Genteel Lady! (1926)
- A Mirror for Witches (1928)
- Miss Marvel (1935)
- Paradise (1937)
- The General's Lady (1938)
- Paul Revere and the World He Lived In (1942)
- Johnny Tremain (1943)
- The Boston Book (1947)
- America's Paul Revere (1948)
- The Running of the Tide (1948)
- Rainbow on the Road (1954)